# William S. Haymond

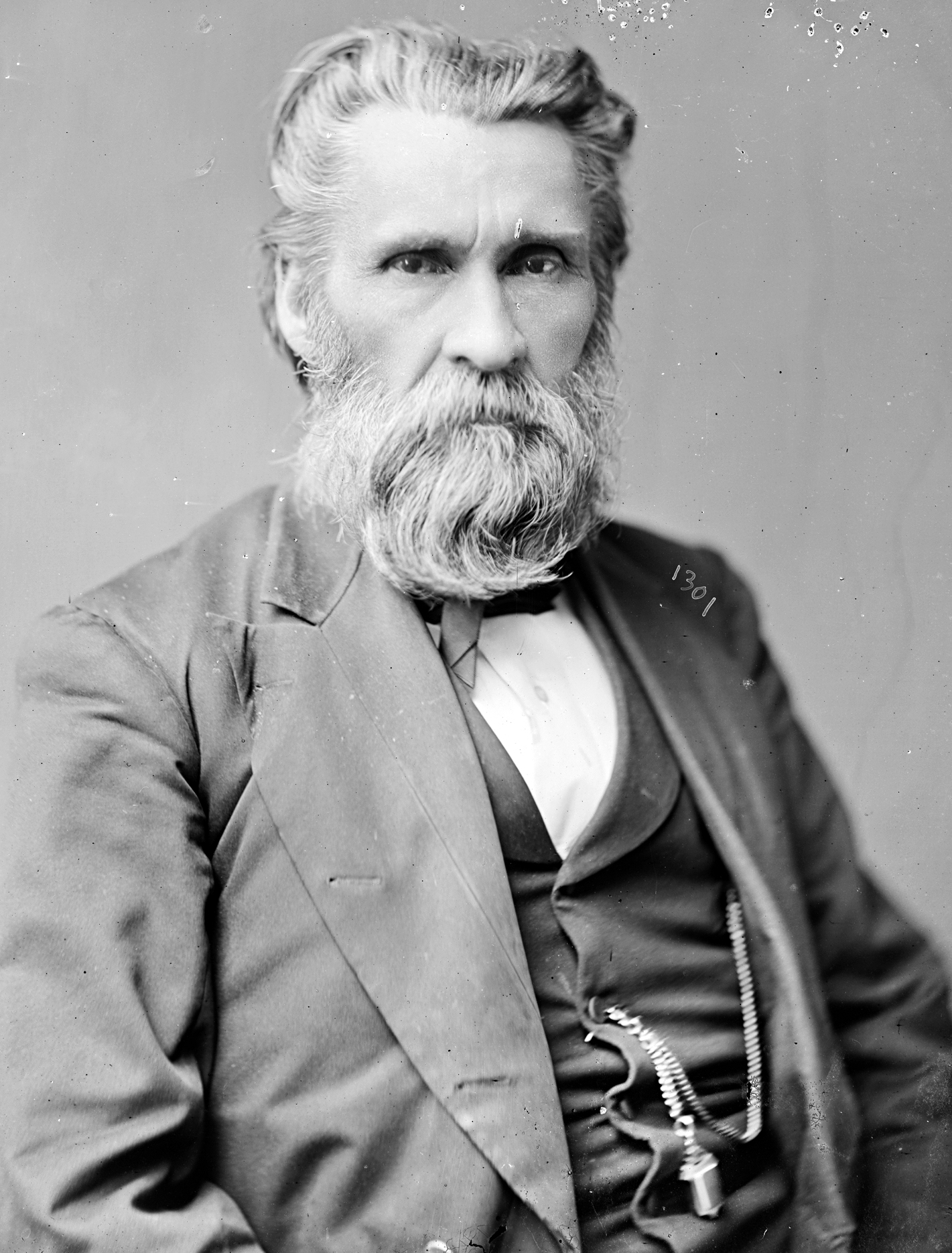
William S. Haymond

William Summerville Haymond (* 20. Februar 1823 bei Clarksburg, Virginia; † 24. Dezember 1885 in Indianapolis, Indiana) war ein US-amerikanischer Politiker. Zwischen 1875 und 1877 vertrat er den Bundesstaat Indiana im US-Repräsentantenhaus.

## Werdegang
William Haymond wurde 1823 nahe Clarksburg im heutigen West Virginia geboren. Er besuchte die öffentlichen Schulen seiner Heimat und studierte danach am Bellevue Hospital Medical College in New York City Medizin. Nach seiner im Jahr 1852 erfolgten Zulassung als Arzt begann er in Monticello (Indiana) in diesem Beruf zu praktizieren. Während des Bürgerkrieges war er in den Jahren 1862 und 1863 Militärarzt im Heer der Union.
Politisch war Haymond Mitglied der Demokratischen Partei. Im Jahr 1866 kandidierte er erfolglos für den Senat von Indiana. Danach stieg er auch in das Eisenbahngeschäft ein. In den Jahren 1872 bis 1874 war er Präsident einer Eisenbahngesellschaft. Bei den Kongresswahlen des Jahres 1874 wurde Haymond im zehnten Wahlbezirk von Indiana in das US-Repräsentantenhaus in Washington, D.C. gewählt, wo er am 4. März 1875 die Nachfolge des Republikaners Henry B. Sayler antrat. Da er im Jahr 1876 gegen William H. Calkins verlor, konnte er bis zum 3. März 1877 nur eine Legislaturperiode im Kongress absolvieren.
Nach seinem Ausscheiden aus dem US-Repräsentantenhaus nahm William Haymond seine früheren Tätigkeiten wieder auf. Im Jahr 1877 gründete er das Central Medical College in Indianapolis, dessen Dekan er bis zu seinem Tod blieb. 1879 veröffentlichte er eine Abhandlung über die Geschichte Indianas. Er starb am 24. Dezember 1885 in Indianapolis, wo er auch beigesetzt wurde.